# Ortopneja
Ortopneja je patološki oblik disanja koje je moguće samo u uspravnom položaju tela, zbog čega pacijent spava sa visokim uzglavljem u krevetu (koristeći nekoliko jastuka za spavanje) ili sedi u stolici. Jedan je od najtežih oblika otežanog disanja, koji je veoma čest npr. kod astme, kada bolesnik sa ovom bolešću uopšte ne može da diše u ležećem položaju.

## Etiologija
Ortopneja je u većini slučajeva jedan od simptoma u sledećim bolestima:
- Astma,[5]
- Bronhitis,
- Napadi panike,
- Plućni emfizem,
- Srčana insuficijencija,
- Hronična opstruktivna bolest pluća.[6]
- Hepatopulmonalni sindrom, kao plućna komplikacija jetrene bolesti.[7]

## Patogeneza
Ortopneja je u većini slučajeva najverovatnije znak kongestivne dekompenzacije srca pacijenta, koji zbog vraćanje venske krvi u levu pretkomoru ne može da se nosi sa tolikim opterećenjem, mada je poznato da i neki plućni bolesnici (npr oni kod bronhijalne astme) dišu znatno lakše u sedećem položaju.
Dekompenzacija srca
Ako je ortopneja simptom insuficijencije srca, ona se obično se javlja zbog dekompenzacije leve strane srca i/ili plućnog edema. U osnovi ovog simptoma nalazi se dekompenzacija srca kao pumpa, koja nije u stanju da održi adekvatni sistolni volumen srca, što ima za posledicu nakupljanje krvi u levoj komori srca, i porast pritiska u njima, koji se retrogradno prenosi u plućnu mikrocirkulaciju.
Uvećan pritisak u plućnoj cirkulaciji istiskuje tečnost u alveole, smanjujući u njima površinu neophodnu za razmenu gasova, što posledično izaziva dispneju. Ovaj mehanizam takođe objašnjava i pojavu pleuralnog izlivi koji se obično primećuju kod insuficijencije srca.
Ostali uzroci
Takođe se može je javiti kod bolesnika sa astmom ili hroničnim bronhitisom, kao i kod ljudi koji imaju apneju tokom spavanje ili panične poremećaje. Takođe ortopneja može biti povezana sa policističnim oboljenjima jetre (npr hepatopulmonalni sindrom).

## Klinička slika
Ortopnea se obično manifestuje tokom noći ili u periodu odmora pacijenta. Osobe sa ovim poremećajem se obično iznenada bude zbog kratkog daha (ubrzano i plitko disanje), jer ne mogu normalno da dišu u ležećem položaju, pa su primorani da ustanu ili sednu kako bi povratili dah.
Ovo stanje može imati i neke druge simptome poput cijanoze i uznemirenosti.

## Terapija
Tokom napada ortopnejee pacijent bi trebalo da zauzme položaj koji će mu olakšati disanje. Terapija koja zavisi od težine samog poremećaja, prvenstveno se zasniva na lečenju primarnog oboljenja čiji je ortopnea simptom.

## Spoljašnje veze
|  | Molimo Vas, obratite pažnju na važno upozorenje u vezi sa temama iz oblasti medicine (zdravlja). |